# Chiloschista exuperei
Chiloschista exuperei är en orkidéart som först beskrevs av André Guillaumin, och fick sitt nu gällande namn av Leslie Andrew Garay. Chiloschista exuperei ingår i släktet Chiloschista och familjen orkidéer. Inga underarter finns listade i Catalogue of Life.